# Pîkivska Slobidka, Litîn
Pîkivska Slobidka (în ucraineană Пиківська Слобідка) este un sat în comuna Uladivka din raionul Litîn, regiunea Vinnița, Ucraina.

## Demografie
Componența lingvistică a localității Pîkivska Slobidka
     Ucraineană (100%)
Conform recensământului din 2001, toată populația localității Pîkivska Slobidka era vorbitoare de ucraineană (100%).